# Тайоло (округ)
Тайоло (англ. Thyolo) — округ в Южном регионе Малави. По состоянию на 2008 год в округе проживает 587 053 человека. Площадь территории составляет 1715 км². Административный центр — город Тайоло.

## География
На севере граничит с округами Блантайр и Чирадзулу, на востоке с округом Мангочи, на западе с округом Чиквава, на юго-востоке с Мозамбиком. На территории округа располагается национальный парк Ленгве.